# Loitzendorf
Loitzendorf é um município da Alemanha, situado no distrito de Straubing-Bogen, no estado da Baviera. Tem 12,03 km² de área, e sua população em 2019 foi estimada em 606 habitantes.